# 알레산드로 플로렌치
알레산드로 플로렌치(이탈리아어: Alessandro Florenzi, 1991년 3월 11일 ~ )는 현재 이탈리아 세리에 A의 클럽 밀란에서 뛰는 이탈리아의 축구선수이다.

## 수상 내역
파리 생제르맹
- 쿠프 드 프랑스: 2020–21[2]
- 트로페 데 샹피옹: 2020[3]

이탈리아 U21
- UEFA U-21 축구 선수권 대회 준우승: 2013[1]

이탈리아
- UEFA 유럽 축구 선수권 대회: 2020[4]

개인상
- 팔로네 다르젠토: 2015–16[5]

### 서훈
-  6등급 / 기사: Cavaliere Ordine al Merito della Repubblica Italiana: 2021